# Pentagram Chile
Pentagram Chile (antes Pentagram) es una banda chilena de thrash metal  formada en 1985. Fueron parte de la primera ola de metal extremo a mediados de los 80 en Latinoamérica, junto con bandas como Sarcófago, Parabellum y Sepultura, entre otras, siendo considerados una gran influencia dentro de los géneros black metal y death metal. Influenciando a bandas como At The Gates, Dismember y Napalm Death, estas dos últimas versionaron su popular tema «Demoniac Possession». De vida corta, su existencia en los años 1980 fue un soporte para la escena metalera chilena de los años posteriores.
Fueron invitados de honor en el festival Wacken Open Air el 2009, además de ofrecer una variedad de conciertos en  el Viejo Continente. También pentagram ha sido una influencia importante en Napalm Death, tanto así que el vocalista Mark "Barney" Greenway y el guitarrista Mitch Harris han señalado que: “Pentagram no tan solo fue una de las mejores, sino una de las más exclusivas bandas extremas de fines de los 80; en mi opinión, ellos fueron una de las mejores bandas que han existido“.
Para evitar confusiones y como una muestra de respeto hacia la banda pionera del metal del mismo nombre, con quienes ya habían compartido cartel en 2009, Anton Reisenegger cambió el nombre de la banda a Pentagram Chile en 2012.

## Historia

### Primeros años (1985 - 1992)
Su primera presentación en vivo fue el 28 de diciembre de 1985. El grupo estaba integrado entonces por Anton Reisenegger (voz y guitarra) y Juan Pablo Uribe (guitarra), dos amantes del heavy metal que sucumbieron ante el influjo del thrash de Exodus, Megadeth, y Metallica, además del filo más crudo, oscuro y salvaje de Slayer, Possessed, Kreator y  Venom. En aquella ocasión tocaron con el baterista Eduardo Topelberg. Él todavía tenía su grupo Chronos y tardó un año en tomar la decisión de convertirse en miembro estable a Pentagram.
Con esta formación, y con Anton grabando las partes del bajo, Pentagram graba el Demo 1, en enero de 1987. Una de las características de la escena thrash, y en general de todo el under metalero, de aquella época, era el intercambio de maquetas, las que eran comercializadas entre los seguidores de la banda y reseñadas en revistas especializadas y fanzines. De esta manera, Pentagram se hizo un nombre en Chile y en el extranjero.

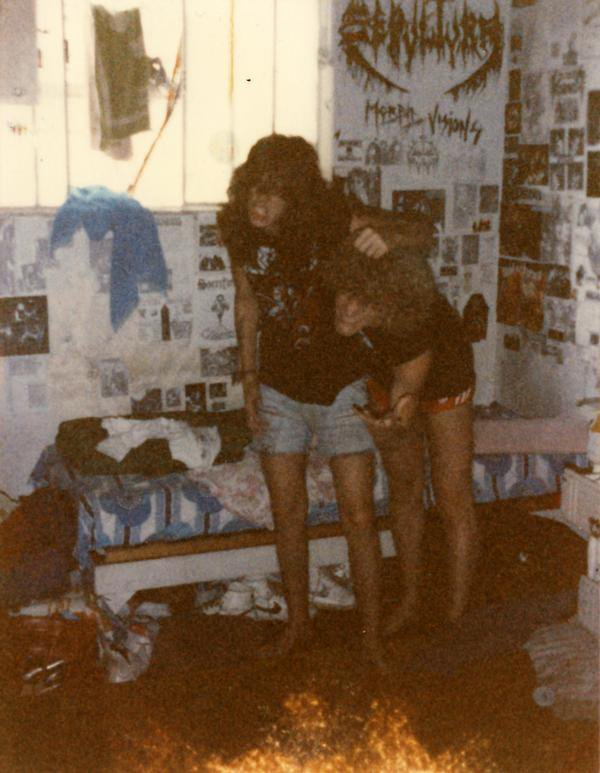
Reisenegger con Max Cavalera durante su estadía
en Brasil para la grabación de un LP que nunca apareció.

A través del intercambio postal, Reiseneger se contactó con los hermanos Max e Igor Cavalera de Sepultura, quienes lo reciben en su casa en Belo Horizonte. En aquellos días el grupo brasilero estaba lanzando su primer disco Morbid visions. Anton recuerda que toda la familia Cavalera se juntaba a la hora que pasaban un comercial del disco por la televisión local.
Ya de regreso a Chile, Pentagram consolida una formación estable al fichar al bajista Alfredo Peña, el "Bey". 1987 fue el año de Pentagram. Las tocatas se hicieron cada vez más regulares. En ellas compartían cartel con grupos como Necrosis, Rust (luego Warpath) y Caos. A estos conciertos que se efectuaban, principalmente, en los gimnasios Manuel Plaza y Nataniel de Santiago llegaban cada vez más personas. En septiembre de ese año graban el Demo 2 en el cual se aprecia un progreso en el sonido y la calidad de las composiciones.
Gracias al sistema de intercambio que funcionaba en la comunidad metalera, Pentagram pudo editar un sencillo siete pulgadas, en Suiza a través del sello Chainsaw Murder Records. Este vinilo que contenía los temas del demo 1 "Fatal Predictions" y "Demoniac Possession" fue gestionado por el dueño de la etiqueta, un tipo que se hacía llamar Dinosaur y que había trabajado como roadie de Celtic Frost.
A pesar de gozar del reconocimiento de la escena metalera, los integrantes de Pentagram se fueron desmotivando al ver que no existía interés de parte de los sellos nacionales y extranjeros por contratarlos. El público que los admiraba, paradójicamente los escupía en cada una de sus presentaciones, en lo que constituía un incomprensible y desagradable acto de esos años. La molestia que esto producía, sumada a la propia inmadurez de sus integrantes, selló el final del grupo, que se despidió, en 1988, con un concierto en el Manuel Plaza ante unas dos mil personas.

### La muerte del Bey Peña
Años más tarde después de la disolución, el 25 de marzo de 1990 Alfredo «El Bey» Peña se suicidó, dejando una cicatriz en Pentagram que no ha podido cerrarse. Aparte de aportar las líneas de bajo al grupo, aportó parte importante de la composición de Temple Of Perdition que empieza con un pequeño solo de bajo, al que luego se le suman los demás instrumentos. Cada vez que se interpreta este tema, se dedica a la memoria del fallecido bajista, como se ha hecho en las presentaciones en el Wacken, en el Teatro Providencia o en las diversas presentaciones que realiza el grupo en Europa.
Anton Reisenegger reapareció cuatro años después al frente de Criminal, mientras el baterista Eduardo Topelberg, que colaboró con Dorso en el disco Romance, se ha mantenido ligado a la música hasta hoy participando en una serie de grupos (Parkinson, Nex Mormex, La Dolce Vita, Arkham). En 1999, el nombre de Pentagram adquirió estatura mundial cuando su tema "Demoniac Possession" fue versionado por Napalm Death en su disco Leaders Not Followers.

### El fallido regreso (1991–1992)
En 1991, Anton intentó rearmar Pentagram, pero esta vez lo haría sin los integrantes originales, luego de 1 año de la muerte del Bey Peña, con Eduardo Topelberg grabando Romance en Dorso, se reunió junto con Marcelo Ulloa para grabar el demo White Hell. En este demo, fue Anton el que grabó guitarra, bajo y voz, mientras que Ulloa sería baterista. La búsqueda de Anton por un nuevo bajista caería en las manos de Miguel Ángel Montenegro, luego de que este terminara su etapa como bajista de reemplazo en SQUAD y en FallOut. Esta formación no llegó a grabar ninguna canción, ni siquiera tuvieron una presentación aunque circularon Flyer's con dichos integrantes.

### El regreso de Pentagram (2000–presente)
En el 2000, cuando Anton ya estaba radicado en Europa, fueron reeditados en CD los dos demos de Pentagram además de un par de registros en vivo de 1987. El 27 de mayo de 2001 se realizó el regreso de Pentagram (o más bien la despedida), en un concierto ante un Teatro Providencia llenó de antiguos y nuevos seguidores del grupo. En la ocasión estuvieron tres de los integrantes originales (Reisenegger, Topelberg y Uribe) además del exbajista de Criminal Juan Francisco Cato Cueto, quien tomó para la ocasión el puesto del malogrado Alfredo Peña.
Este concierto que incluyó los temas de Pentagram, además de covers de Slayer y Venom, fue editado bajo el título Pentagram Reborn 2001, convirtiéndose en el necesario testimonio de una banda señera del género metalero en Chile e Hispanoamérica.
El 2008 sale a la venta el digipack Under The Spell Of The Pentagram, el que incluye dos discos el primero los demos reeditados el 2000, y el segundo es un DVD que contiene el concierto Reborn 2001 y 3 presentaciones realizadas en 1987 en el gimnasio Manuel Plaza.
Pentagram se reforma el año 2009 realizando en una primera etapa una gira nacional, la que comienza en la Cumbre del Metal Chileno (14 de junio, Teatro Caupolicán) la segunda es el tour europeo que los lleva a países como España Y Noruega, finalizando en el festival de Wacken, Alemania. El año lo terminaron teloneando junto con Atomic Aggresor a los ingleses Venom el 9 de diciembre en el Teatro Caupolicán.
Luego de 3 años de espera, desde que se anunció la preparación de un álbum de estudio, el 23 de enero de 2012, se emitió un comunicado desde el Facebook oficial del grupo:

«Just wanted to let you all know we have resumed work on the first PENTAGRAM album!»

«Les queremos comunicar que hemos retomado el trabajo en el primer álbum de PENTAGRAM!»

Los atrasos se debieron en gran medida al trabajo de Reisenegger con Lock Up y principalmente con Criminal con quien lanzó Akelarre a finales de 2011 y lo que trajo varios conciertos. Todo esto dejaba en duda la continuidad del trabajo con Pentagram.

### Cambio de nombre yThe Malefice(2012-presente)
En mayo de 2012, la banda cambió su nombre por el de Pentagram Chile, para evitar confusiones con la banda estadounidense del mismo nombre.
En marzo de 2013, la banda anunció el lanzamiento de su álbum debut, titulado The Malefice, en junio o julio del mismo año, 28 años después de la formación del grupo. El álbum fue lanzado el día 6 de septiembre de 2013.

## Miembros actuales
- Anton Reisenegger: voz, guitarra (1985)
- Juan Pablo «Azazel» Uribe: guitarra (1985)
- Dan Biggin: bajo (2009 (en vivo), 2011)
- Juan Pablo Donoso: batería (2012)

## Discografía

### Álbumes de estudio
- The Malefice (2013)
- Past, Present and Future (2019)
- Eternal Life of Madness (2024)

### Demos
- Rehearsal Tape (1986)

- Demo I (1987)

- Demo II (1987)

- White Hell (1991)

### EP
- Fatal Prediction/Demoniac Possession (1987)

### Split
- Imperial Anthem (2013) junto con la banda Master.
- Cryptic Predictions (2020) junto con la banda Dorso.

### Recopilatorios
- Pentagram (2000)

- Under The Spell Of The Pentagram (2008)

- Past, Present And Future (2019)

### Discos en vivo
- Pentagram Reborn (2001)

- Pentagram: Live At Death Metal Holocaust Fest 1985 (2011)[5]

### Sencillos
- Demoniac Possession
- Fatal Prediction
- Demented
- Spell Of The Pentagram
- Sacrophofia
- La Fiura